# Пашаев, Давид Гусейнович
Дави́д Гусе́йнович Паша́ев (азерб. Davud Hüseyn oğlu Paşayev, 19 июля 1940, с. Осташёво Московской обл. — 6 апреля 2010, Москва) — Президент Государственного российского Центра атомного судостроения, Герой России, дважды лауреат Государственной премии Российской Федерации.

## Биография
Давид Пашаев родился 19 июля 1940 года в Осташёво Московской области. Его отец Гусейн Кязимович Пашаев азербайджанец по национальности, мать Варвара Сергеевна — русская. В 1963 году окончил Уральский политехнический институт. По направлению госкомитета СССР по судостроению поступил на работу в производственное объединение «Северное машиностроительное предприятие».
С 1988 года — генеральный директор ПО «Севмашпредприятие» — крупнейшего центра атомного подводного кораблестроения России.
В 1993 год—2004 — генеральный директор образованного на базе «Севмаша» Государственного российского Центра атомного судостроения (ГРЦАС).
С 2004 года — президент Государственного российского Центра атомного судостроения (ГРЦАС).
Избран действительным членом Санкт-Петербургской инженерной академии.
В 2005—2008 годах входил в состав Общественной палаты при Президенте РФ, был членом Комиссии Общественной палаты по вопросам интеллектуального потенциала нации и Комиссии Общественной палаты по инновациям, высокотехнологичным научным и инженерным проектам.
Давид Гусейнович Пашаев умер 6 апреля 2010 года в городе Москве и был похоронен на городском кладбище в Северодвинске.

Памятная доска Пашаева
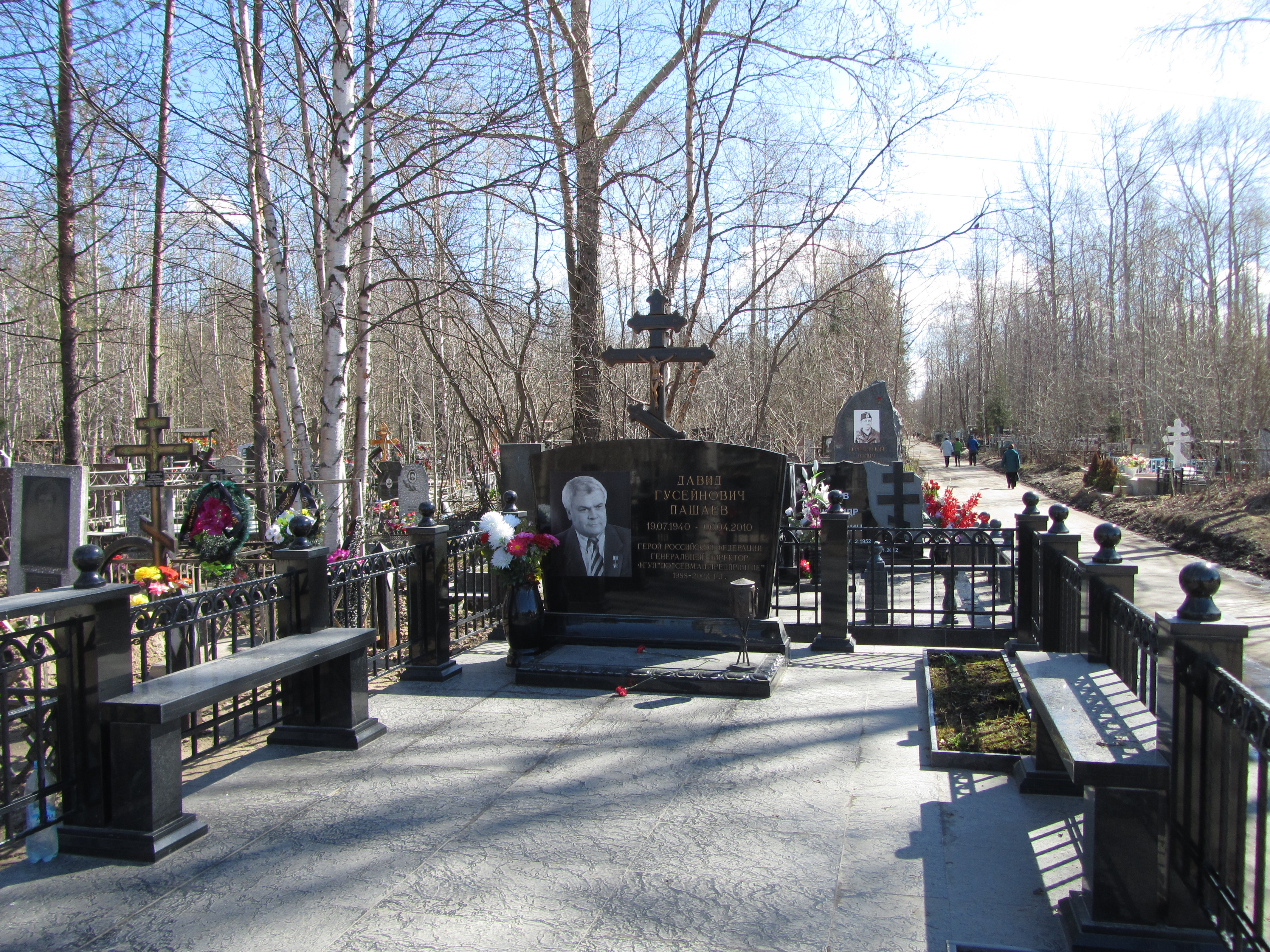
Могила Пашаева

## Награды
- 1974 — орден Трудового Красного Знамени
- 1984 — орден Октябрьской Революции
- 21 июля 1995 года — присвоено звание «Герой России» с формулировкой «за мужество и героизм, проявленные при выполнении специального задания»[4][5]
- 2000 — Государственная премия РФ в области науки и техники
- 10 декабря 2001 года — получил звание «Почётный гражданин Северодвинска»
- 2003 — Национальная премия «Человек года» за выдающиеся заслуги в развитии военного судостроения
- 2004 — региональная общественная премия «Достояние Севера»
- 22 июля 2004 года — награждён знаком «За заслуги перед Северодвинском»[6][7]
- 2006 — Государственная премия РФ в области науки и технологий